# イースト・サイド・アクセス

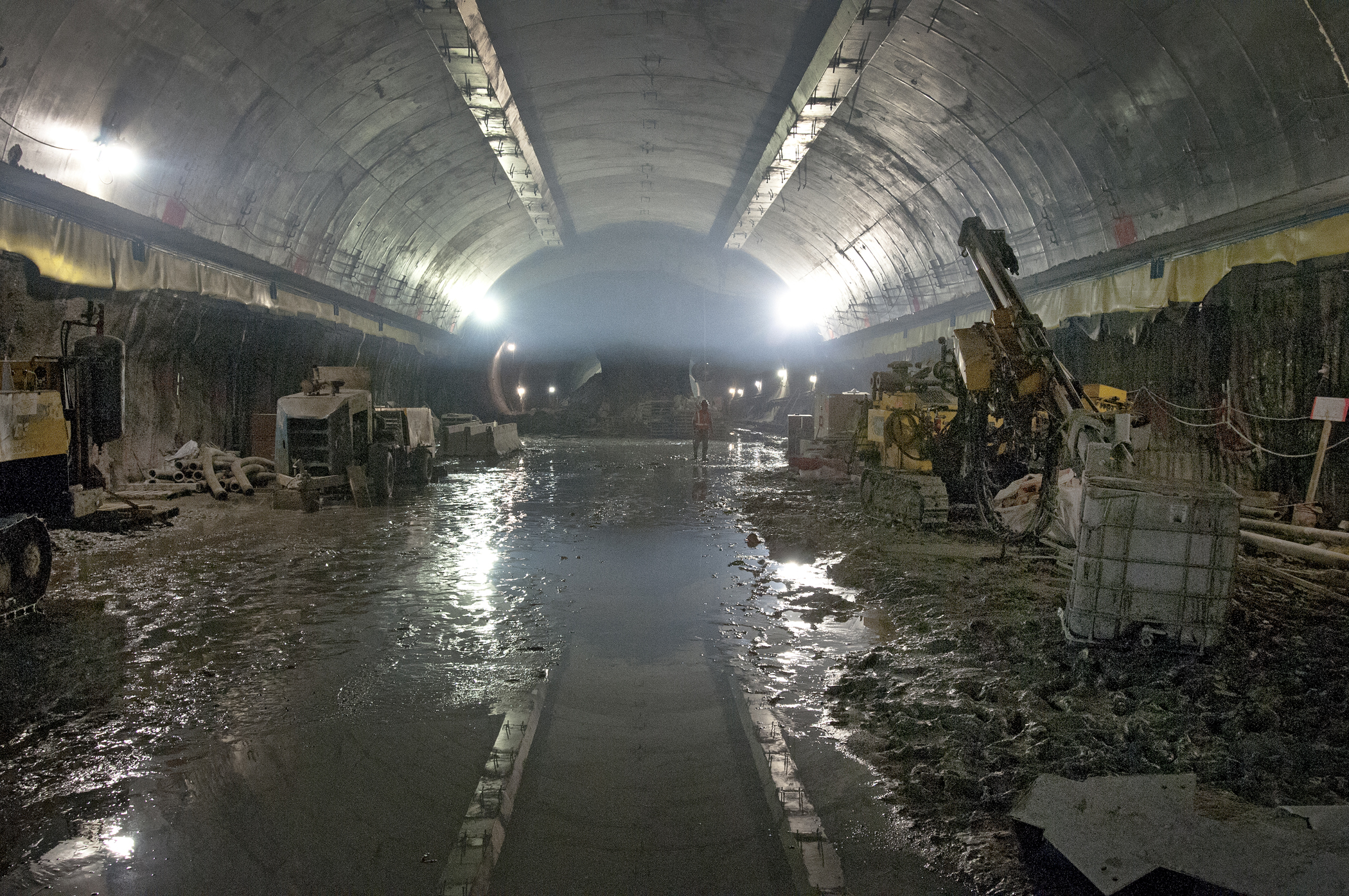
グランドセントラル駅の地下に建設中の新しい駅の工事現場（2012年1月）

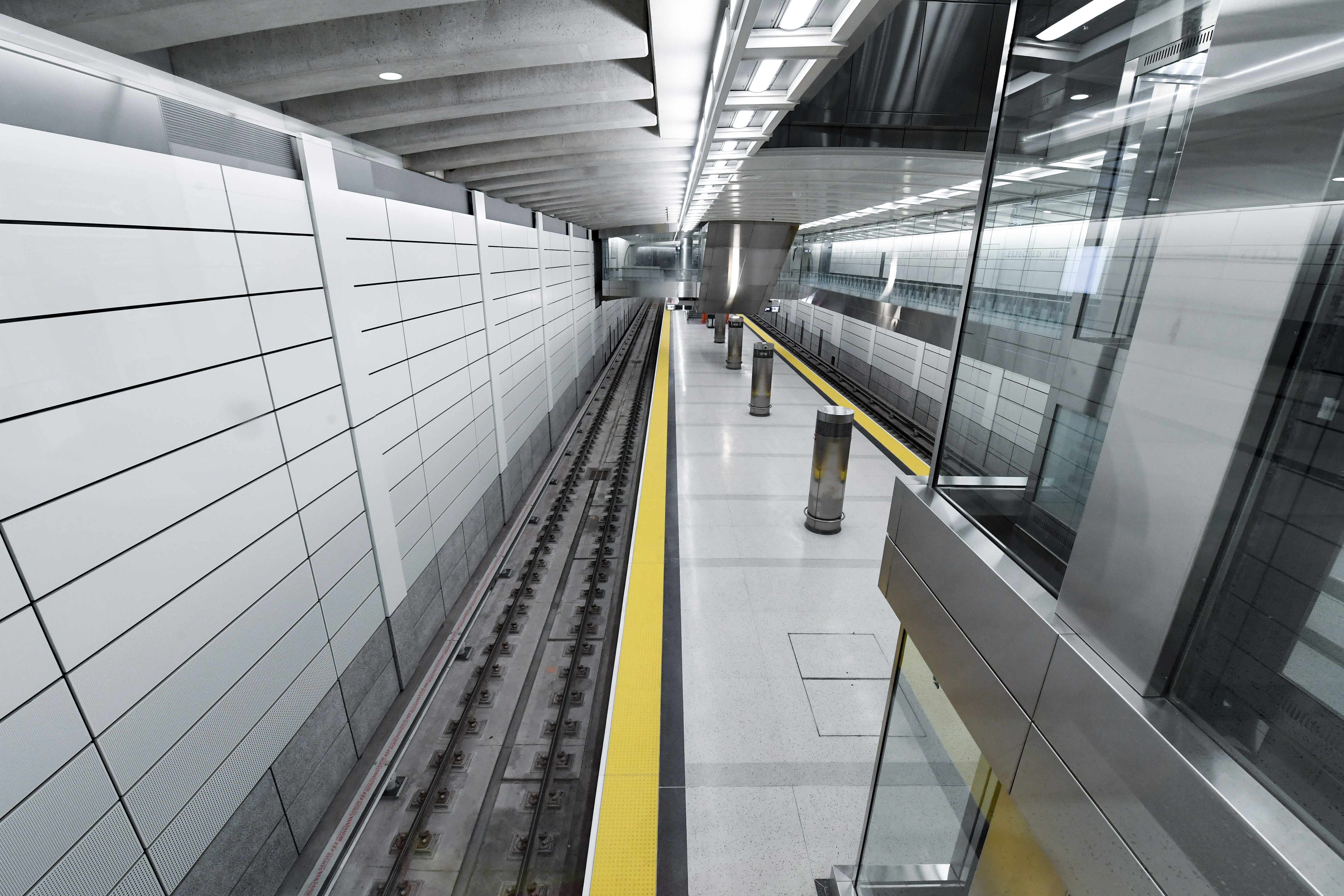
グランドセントラル駅の地下に建設中の新しい駅（2023年1月）

イースト・サイド・アクセス（East Side Access）は、アメリカニューヨーク州ニューヨーク市の公共事業。事業主体はメトロポリタン・トランスポーテーション・オーソリティ (Metropolitan Transportation Authority : MTA)。この事業は新線を建設してクイーンズからマンハッタンのグランドセントラル駅にロングアイランド鉄道 (LIRR) を乗り入れさせるものである。1969年に始まった事業であるが長い中断の後2006年に再開され、2012年時点の見通しでは開通は2019年になり、総工費は84億ドルに達するとみられていたが、2023年1月25日にグランド・セントラル・マディソン駅が開業し、実現した。

## 概要
2012年現在、ロングアイランドとクイーンズの輸送を担うロングアイランド鉄道 (LIRR) がマンハッタンに有する駅はウエスト・サイドのペン・ステーションのみである。MTAによれば、平日LIRRに乗車してペン・ステーションを利用する人は1日あたり23万人で、その約半分がイースト・サイドへ通勤している。その人々はペン・ステーションとイースト・サイドとの間を地下鉄、バス、徒歩のいずれかの手段で行き来しなければならず、それに費やされる時間は平均40分と見積もられている。別の選択肢としてクイーンズで地下鉄に乗り換えてミッドタウンに向かう方法もあるがこれは途中停車駅が多いため非常に時間がかかる。この事業の主たる目的はこの通勤時間の短縮である。
もう一つの目的はLIRR、アムトラック、ニュージャージー・トランジットが使用しているペン・ステーションとクイーンズの間のイースト川をくぐるトンネルの通過列車を減らし、列車の定時性を改善することである。そして、この事業が完成すればペン・ステーションの容量に余裕ができるので、メトロノース鉄道の列車をペン・ステーションに乗り入れさせることも検討されている。
間接的な効果として、ニューヨーク市全体の交通事情が改善して車の排気ガス汚染を減ることと、経済活動の活発化が期待されている。
現在の計画では平日朝ピーク時には1時間当たり24本の列車がグランドセントラル駅に到着し、
1日当たりでは16万2千人が利用することが想定されている。また、この事業が完成すれば、クイーンズのジャマイカ駅でLIRRからエアトレインに乗り換えることで、ミッドタウンの東側からジョン・F・ケネディ国際空港への行き来が便利になる。
イースト・サイドにおける南北方向の公共交通機関の主体であるIRTレキシントン・アベニュー線 (IRT Lexington Avenue Line) はすでに輸送力の限界に達しているが、この事業の完成によりイースト・サイドの南北方向の人の流れが増え、バス路線とともに一層の混雑が予想される。そのため、現在工事中のIND2番街線 (IND Second Avenue Line) が完成してその混雑が軽減されることが期待されている。

## ルート
この新線は全線が地下線で、すでに完成している63丁目トンネルの部分を除き、新たにトンネルが作られる。新線はクイーンズのサニーサイド・ヤード (Sunnyside Yard) の南側でペン・ステーションに向かう本線から分岐し、ヤードの下をくぐって63丁目トンネルの下層につながる。このトンネルでイースト川の下を通り、マンハッタンの2番街に達する。そこからゆるやかに南に向きを変えた後パーク・アベニューのメトロノース鉄道のトンネルの下を通ってグランドセントラル駅に達する。グランドセントラル駅の地下には二層構造で4面8線の駅が作られ、既存の駅とはエスカレータで結ばれる。クイーンズの分岐点にはサニーサイド (Sunnyside) 駅が作られる予定である。63丁目トンネルは二層構造になっていて、上層はニューヨーク市地下鉄F線が使用しているが下層は未使用であり、本事業の工事中はトンネル掘削で出る土砂の搬出や機材の出し入れに使われている。